# Gavarilla aretada
Gavarilla aretada är en spindelart som beskrevs av Ruiz, Brescovit 2006. Gavarilla aretada ingår i släktet Gavarilla och familjen hoppspindlar. Inga underarter finns listade i Catalogue of Life.